# Mulloidichthys martinicus
Mulloidichthys martinicus är en fiskart som först beskrevs av Cuvier 1829.  Mulloidichthys martinicus ingår i släktet Mulloidichthys och familjen mullefiskar. Inga underarter finns listade i Catalogue of Life.